# Мамедов, Константин Алексеевич
Константин Алексеевич Мамедов (25 ноября 1923 — 5 апреля 1983) — командир отделения разведки 696-го стрелкового полка (383-я стрелковая дивизия, 33-я армия, 1-й Белорусский фронт), младший сержант — на момент представления к награждению орденом Славы 1-й степени.

## Биография
Родился 25 ноября 1923 года в городе Георгиевск Ставропольского края.
Летом 1942 года участвовал в боях под Ростовом-на-Дону. Был зачислен в 383-ю стрелковую дивизию, в составе которой прошёл всю войну. Воевал на Северном Кавказе, в боях под Новороссийском.
В ночь на 5 декабря 1943 года у населенного пункта Булганак Крым красноармеец Мамедов с группой саперов проделал проход в минном поле и заминировал проволочные заграждения. Когда саперы, обнаруженные врагом отошли к свои позициям, Мамедов остался на месте и в нужно время подорвал заграждения, расчистив путь наступавшей пехоте. 1 марта 1944 года награждён орденом Славы 3-й степени.
9 мая 1944 года 696-й стрелковый полк вел наступление в районе Балаклавы. В бою у Георгиевского монастыря красноармеец Мамедов, находясь в цепи стрелков, первым поднялся в атаку и увлек за собой бойцов. Ворвавшись в траншею противника, гранатой уничтожил пулемет. 5 июня 1944 года награждён орденом Славы 2-й степени.
10 февраля 1945 года младший сержант Мамедов с группой разведчиков прорвал кольцо окружения в районе города Фюрстенберг Германия, что позволило стрелковому батальону успешно действовать. За этот бой был представлен к награждению орденом Славы.
В последней, Берлинской операции, младший сержант Мамедов со своими разведчиками шёл впереди боевых порядков полка. В районе населенного пункта Лоссов южнее город Франкфурт-на-Одере бойцы разведали все огневые точки и заграждения. Только за три дня боев 16-18 апреля Мамедов доставил в часть 7 пленных и ценные сведения.
Указом Президиума Верховного Совета СССР от 15 мая 1946 года за образцовое выполнение заданий командования младший сержант Мамедов Константин Алексеевич награждён орденом Славы 1-й степени. Стал полным кавалером ордена Славы.
В 1947 году был демобилизован. Отучившись в училище в скором времени стал директором шахты в г. Караганда,Казахстан. Скончался 5 апреля 1983 года.